# Burg Gifu
Die Burg Gifu (japanisch 岐阜城, Gifu-jō) befindet sich in der japanischen Stadt Gifu, Präfektur Gifu. Sie ist bekannt als Burg Oda Nobunagas. Um 1600 wurde sie abgerissen und später teilweise rekonstruiert.

## Geschichte
Im Jahr 1201 errichtete Nikaidō Yukimasa (二階堂行政) eine Burg auf einem Bergrücken südlich des Flusses Nagara. Später, in der Muromachi-Zeit, residierten dort die Militärgouverneure (shugo) der Provinz Mino, die Daizaitō (代斎藤). Damals hieß die Burg Inabayama (稲葉山城). Die Burganlage war einfach gebaut, mit Palisaden, Holztoren und ein paar Wachtürmen. Da die Gouverneure aus dem Hause Toki in dieser Zeit auf einer Burg in Kawate (川手, 革手) saßen, wichen die Saitō nach Kanō (加納) auf der anderen Seite des Flusses aus und bauten dort eine neue Burg.
Im Jahr 1538 konnte Saitō Dōsan (斉藤 道三; † 1556) die Toki vertreiben, und die Saito bezogen wieder die eroberte Burg Inabayama. Sie erweiterten und verstärkten die Burganlage und bauten die am Fuß des Berges gelegene Burgstadt beträchtlich aus. Nachdem 1567 Oda Nobunaga das Gebiet unter großen Mühen an sich gebracht hatte, änderte er den Ortsnamen von Inokuchi (井の口) in Gifu (岐阜) und nannte auch die Burg so. Auf dem Berg wurden der Burgturm und weitere Befestigungen errichtet, und am Fuße des Berges wurde in der Burgstadt die Residenz angelegt.
Um aber näher an Kyōto zu sein, baute Nobunaga 1576 die Burg Azuchi am Biwa-See und zog dorthin um. Auf der Burg Gifu verblieb sein Sohn und Erbe Nobutada (信忠; 1557–1582). Da dessen Sohn (秀信; 1580–1605) in der Schlacht von Sekigahara auf der Verliererseite gestanden hatte, übergab er die Burg an die siegreichen Tokugawa. Sie wurde dann abgerissen, Teile davon wurden für Burg Kanō verwandt.

## Die Anlage

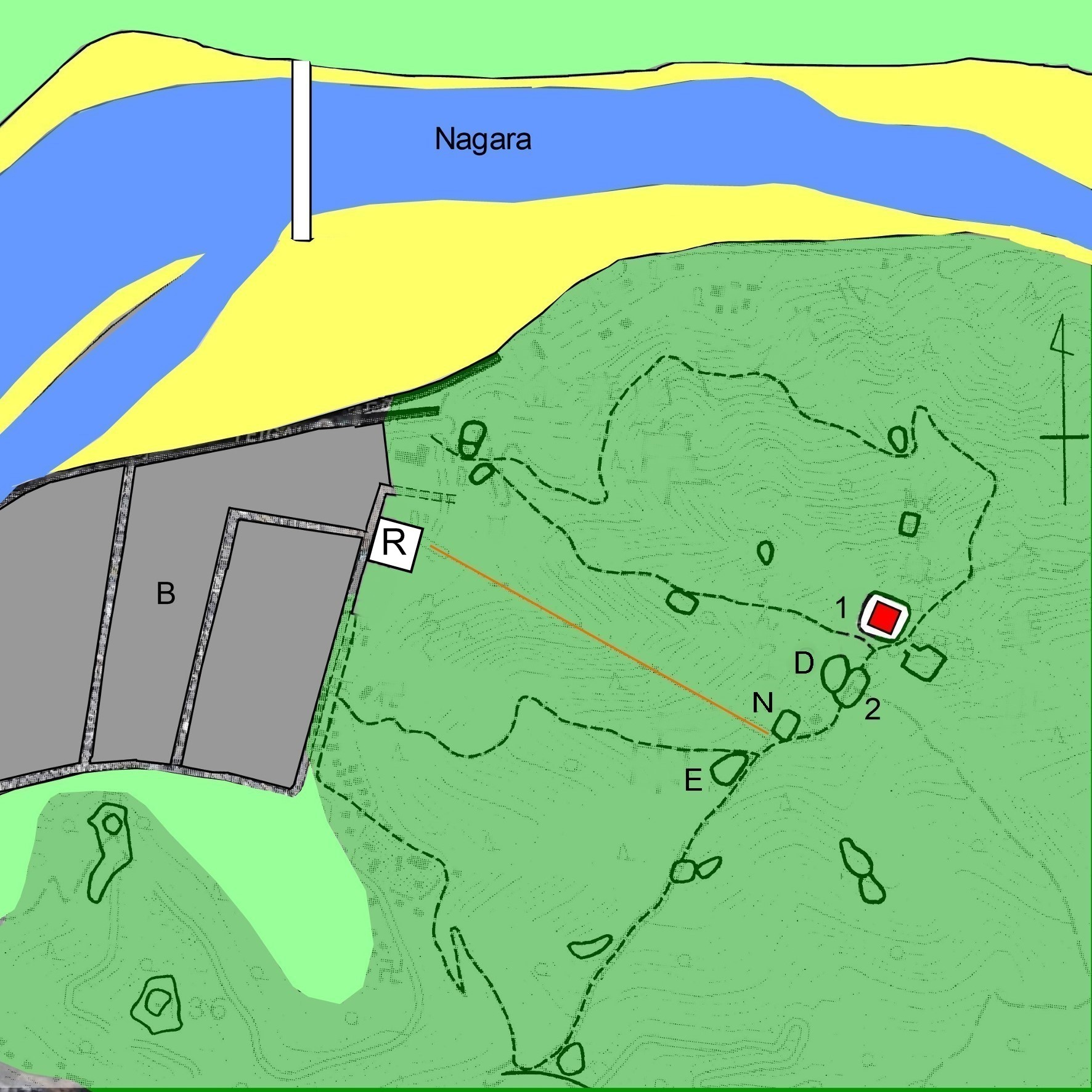
Burg Gifu: 1: Hommaru
mit Burgturm (Rot),
weitere Angaben im Text

Die Burg Odas befand sich auf der Spitze des 329 m hohen Berges Kinka-zan (金華山) südlich des Flusses Nagara (長良川).
Die Burg bestand aus einer Reihe von Befestigungen auf dem Bergkamm, mit dem zentralen Burgbereich, dem Hommaru (本丸, 1) auf der höchsten Stelle, in dessen Mitte sich der Burgturm (天守閣, tenshukaku) befand. Dieser zentrale Bereich wurde auf verschiedenen Wegen von der durch einen Erdwall (総構, sōgamae) geschützten Burgstadt [B] am Fluss erreicht: Der Weg mit der geringsten Steigung war der „Sieben-Kurven-Weg“ (七曲り道, Nanamagari-michi), über den man über verschiedene kleinere Befestigungen das Enshō-kuruwa (煙硝曲輪, E), das Nanamagari-Kuruwa (七曲曲輪, N), das Daidokoro-kuruwa (台所曲輪, D), den zweiten Burgbereich, das Ni-no-maru (二の丸, 2) und schließlich das Hommaru erreichte. Die eigentliche Residenz befand sich unten in der Burgstadt. Sie bestand aus einem Empfangsbereich, dem Goten (御殿) und einem großen privaten Teil, der „1000-Tatami-Anlage“ (千畳敷, senjō-jiki). Die gesamte Anlage wurde auch „Tenka fubu“ (天下布武), etwa „‚Herrscher unter dem Himmel‘-Hauptquartier“ genannt.
Der kürzeste und steilste Weg direkt zum Hommaru war der „Pferderücken-Weg“ (馬の背道, Umanose-michi), weiter nördlich davon gab es den „Weg zum Wasser“ (水の手道, Mizunote-michi) und südlich davon den „Hundert-Kurven-Weg“ (百曲り道, Hyakumagari-michi). Das Burggebiet wurde 1887 öffentlicher Park. Bereits 1910 wurde der Burgturm wieder errichtet, ging aber 1943 durch Brand verloren. 1955 wurde die Seilbahn (in dem Plan orange) bis zum ehemaligen Nanamagari-Kuruwa eröffnet, 1956 war der Burgturm aus Beton wiederhergestellt.
Erreichbar ist die Anlage zu Fuß oder mit der Kinkazan-Luftseilbahn.

## Bilder

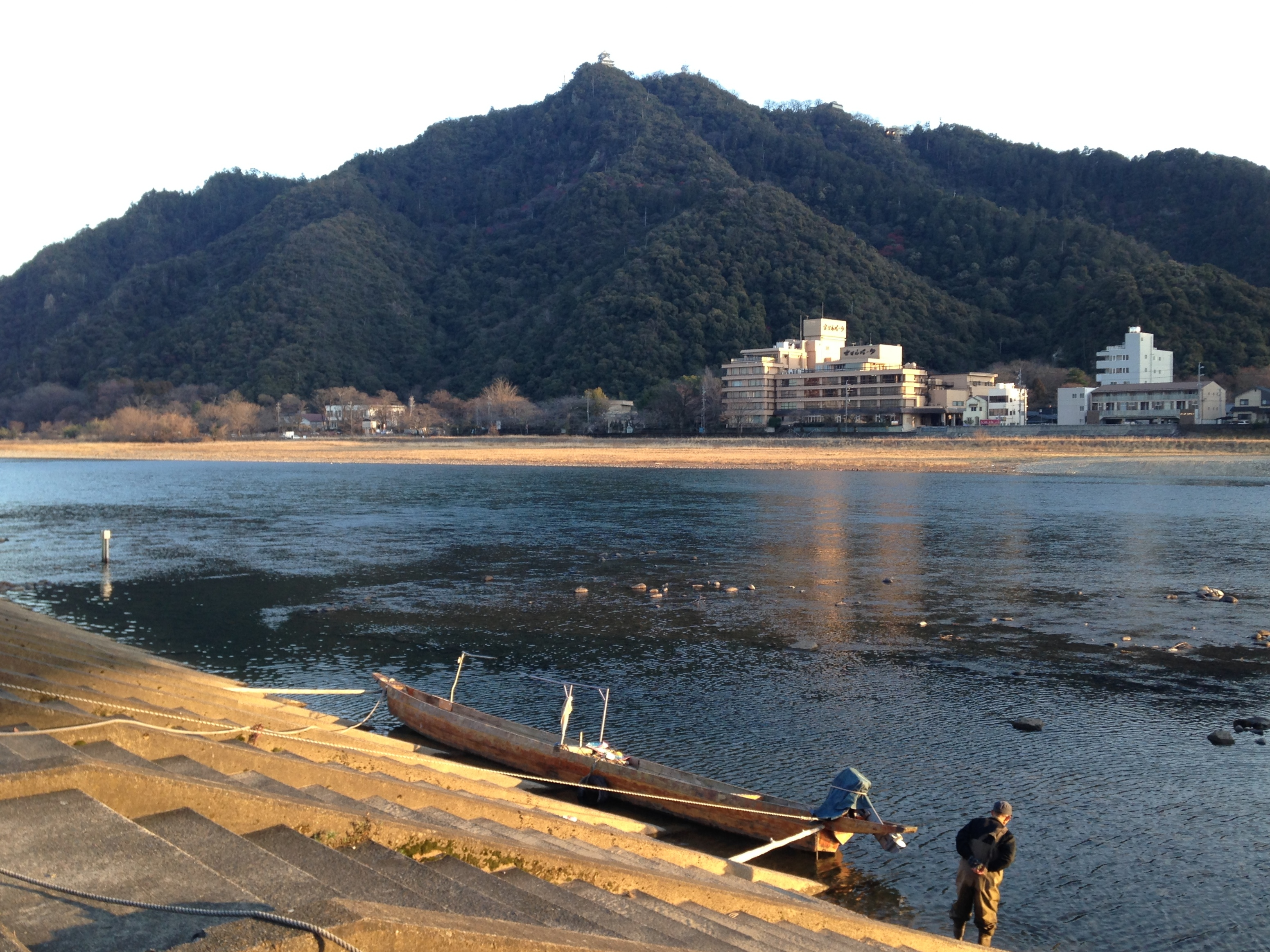
Blick über den Nagara zur Burg
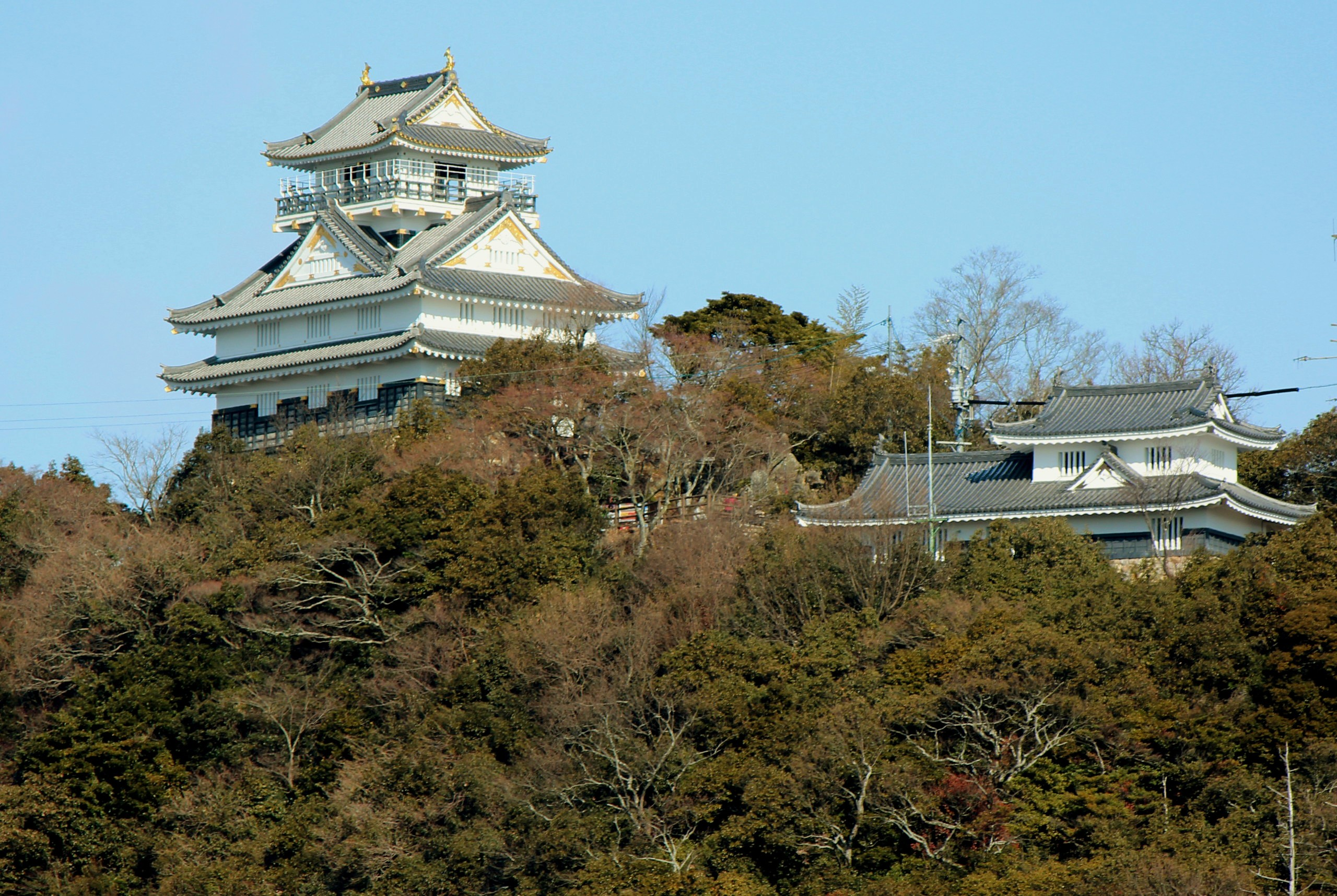
Der Burgturm
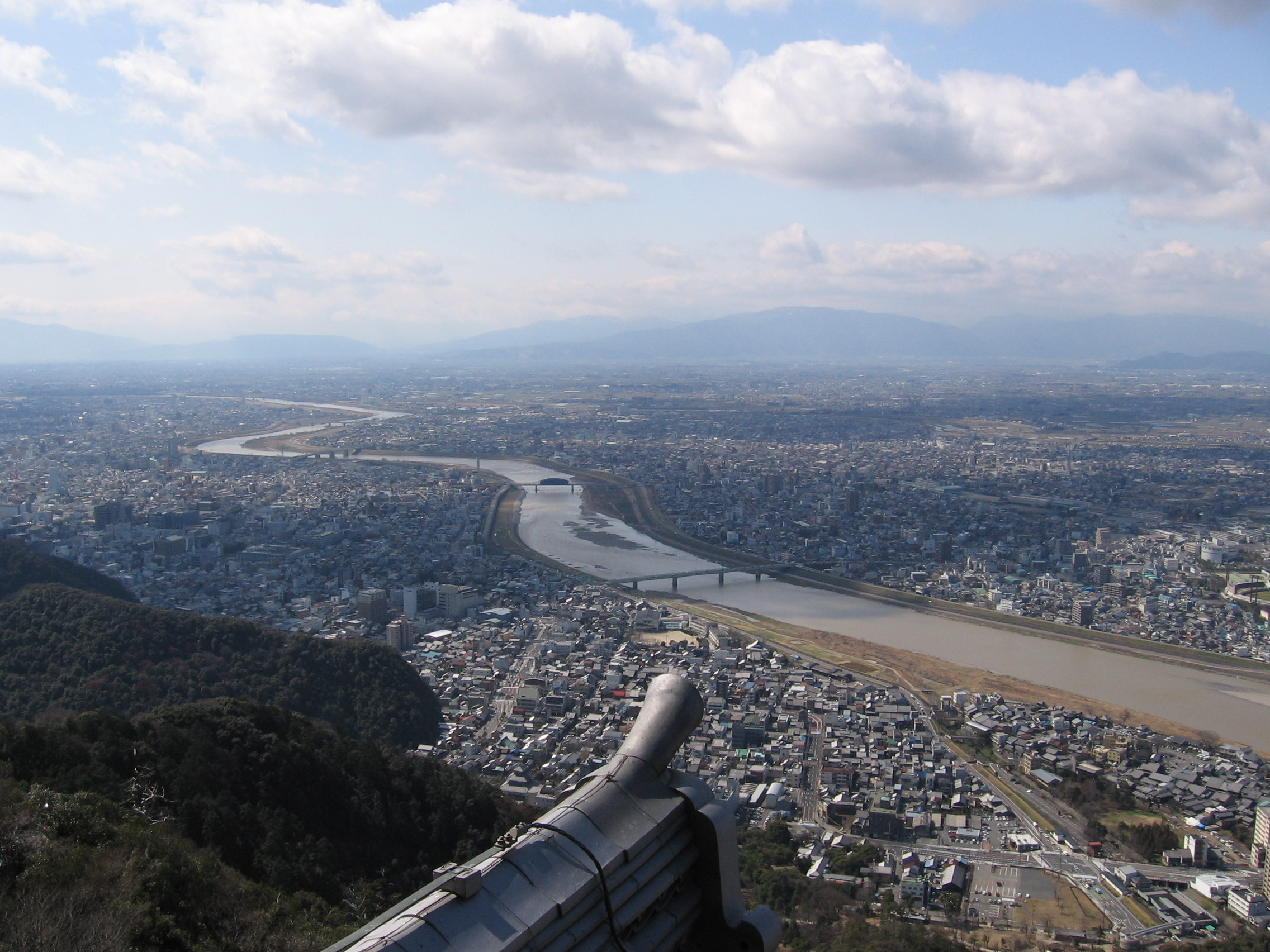
Blick auf die Ebene
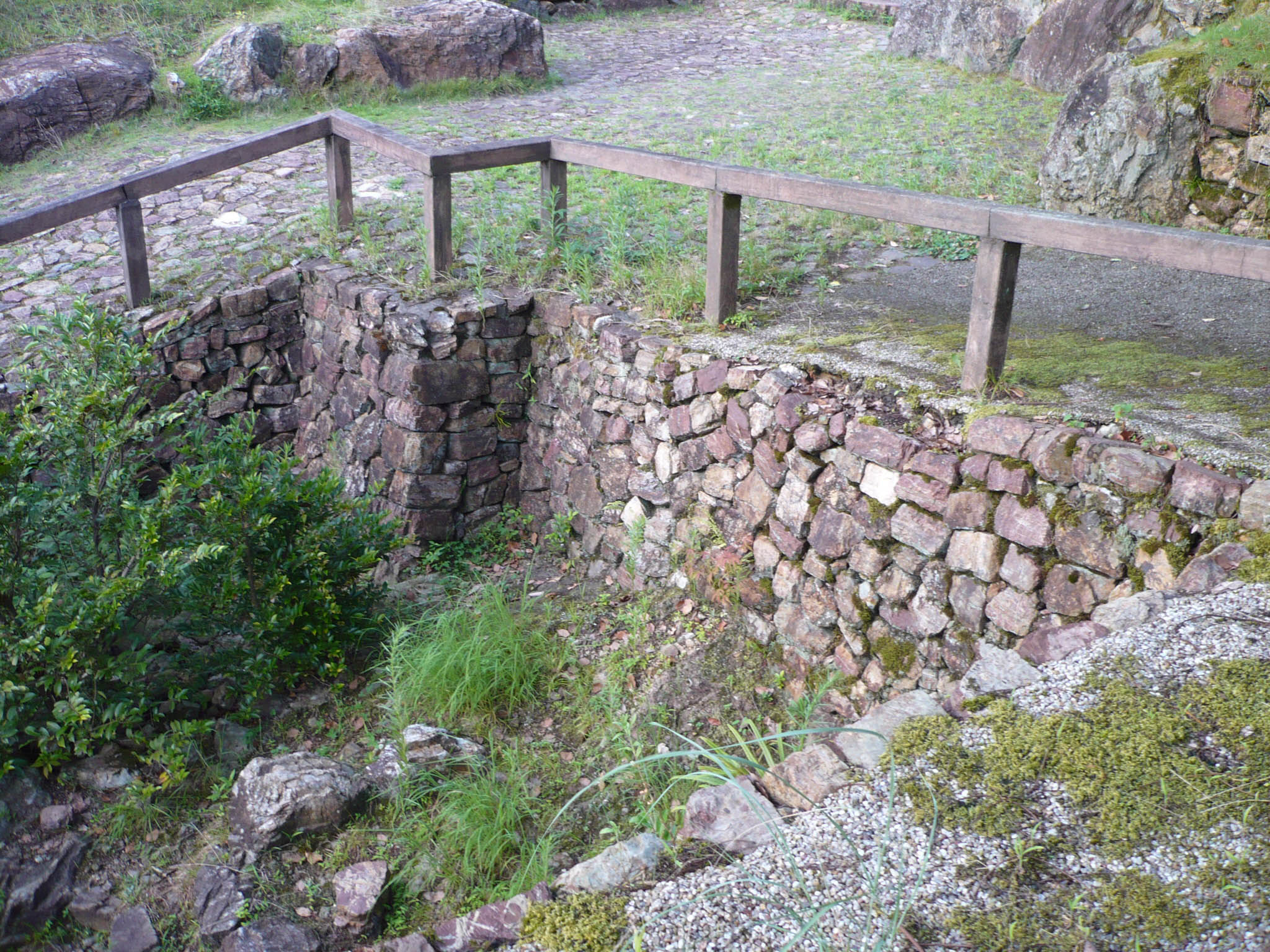
Burgreste
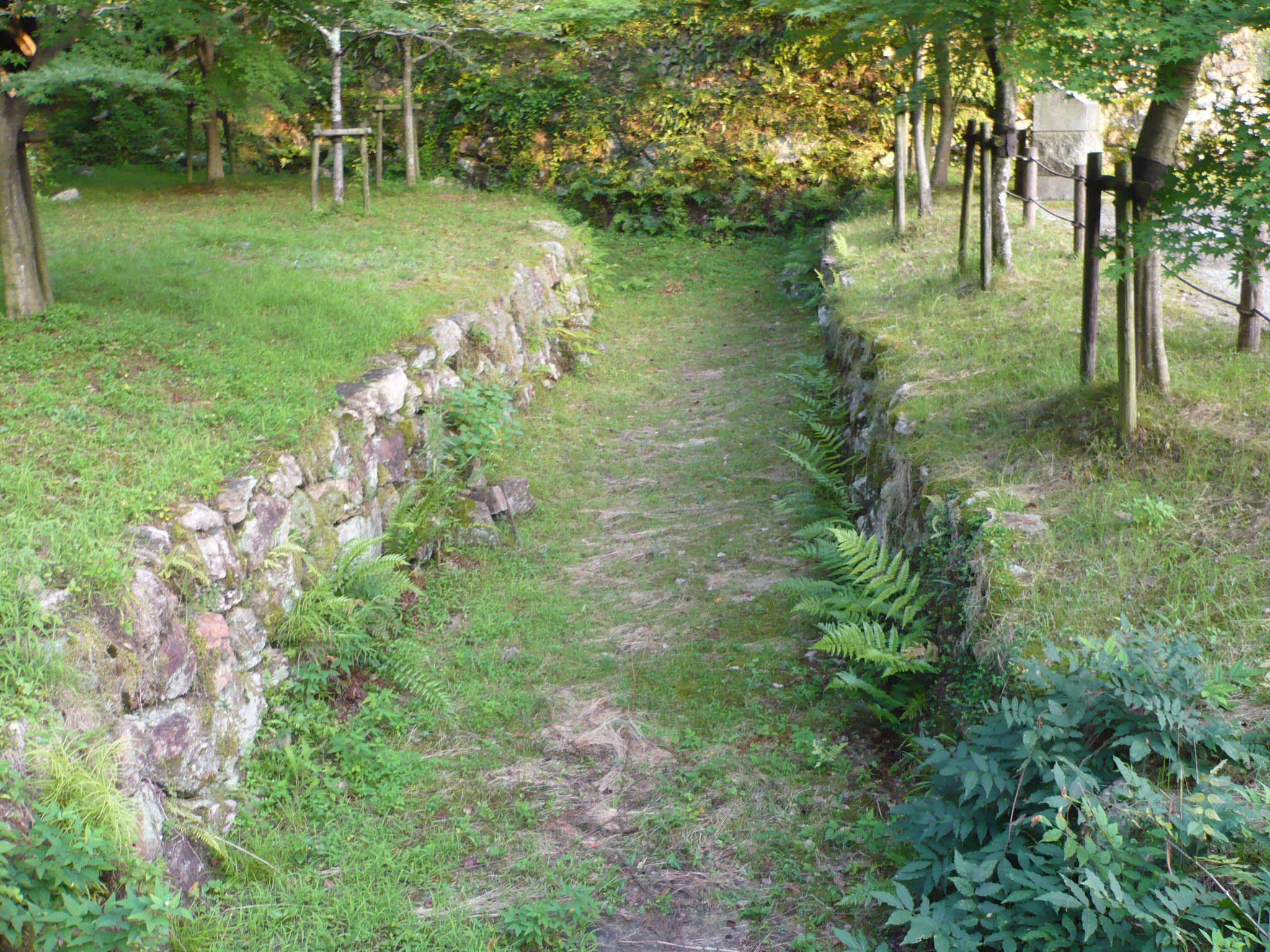
Burgreste